# Ben Paton
Benjamin Alan „Ben“ Paton (* 24. August 2000 in Kitchener, Ontario) ist ein kanadischer Fußballspieler, der zuletzt bei Ross County in der Scottish Premiership unter Vertrag stand. Sein Bruder Harry Paton ist auch Fußballspieler.

## Karriere

### Verein
Ben Paton und sein älterer Bruder Harry wurden als Sohn eines aus dem englischen Exeter stammenden Vaters geboren, während ihre Mutter aus dem kanadischen Kitchener stammte. Als Fünfjähriger begann er mit dem Fußballspielen für den Kitchener SC aus seiner Heimatstadt. Im Jahr 2016 trat Paton in die Jugendakademie der Blackburn Rovers ein, nachdem er ein Probetraining absolviert hatte. Im März 2018 unterschrieb er in Blackburn seinen ersten Profivertrag. Bis zum Jahr 2021 kam Paton vorwiegend in der U-23-Mannschaft der Rovers zum Einsatz.
Am 8. Juli 2021 unterschrieb er einen Vertrag beim schottischen Erstligisten Ross County, bei dem schon sein Bruder Harry unter Vertrag stand. Sein Profidebüt für die „Staggies“ gab er am 22. August 2021 gegen die Glasgow Rangers.

### Nationalmannschaft
Ben Paton spielte im Jahr 2016 dreimal in der Kanadischen U17-Nationalmannschaft.